# Manon Lescaut (Puccini)
Manon Lescaut je opera skladatele Giacoma Pucciniho, komponovaná v letech 1890-1892. Premiéru měla 1. února 1893 v Teatro Regio v Turíně. Na libretu pracovalo postupně mnoho autorů, a sice Ruggero Leoncavallo, Luigi Illica, Giuseppe Giacosa, Domenico Oliva, Marco Praga, Giuseppe Adami, hudební vydavatel Giulio Ricordi a sám Puccini. Libreto vychází z děje slavné novely Histoire du chevalier des Grieux et de Manon Lescaut z roku 1731, jejímž autorem byl Antoine François Prévost (abbé Prévost).

## Hlavní postavy
- Manon Lescaut (soprán)
- Chevalier (rytíř) René des Grieux (tenor), v italštině Renato des Grieux
- Lescaut, bratr Manon, seržant královské gardy (baryton)
- Géronte de Ravoir, nájemce daní (bas)
- Edmont, student (tenor), v italštině Edmondo

## Obsah
Manon Lescaut je opera o čtyřech dějstvích. Její děj se odehrává v první polovině 18. století ve Francii.

### První dějství

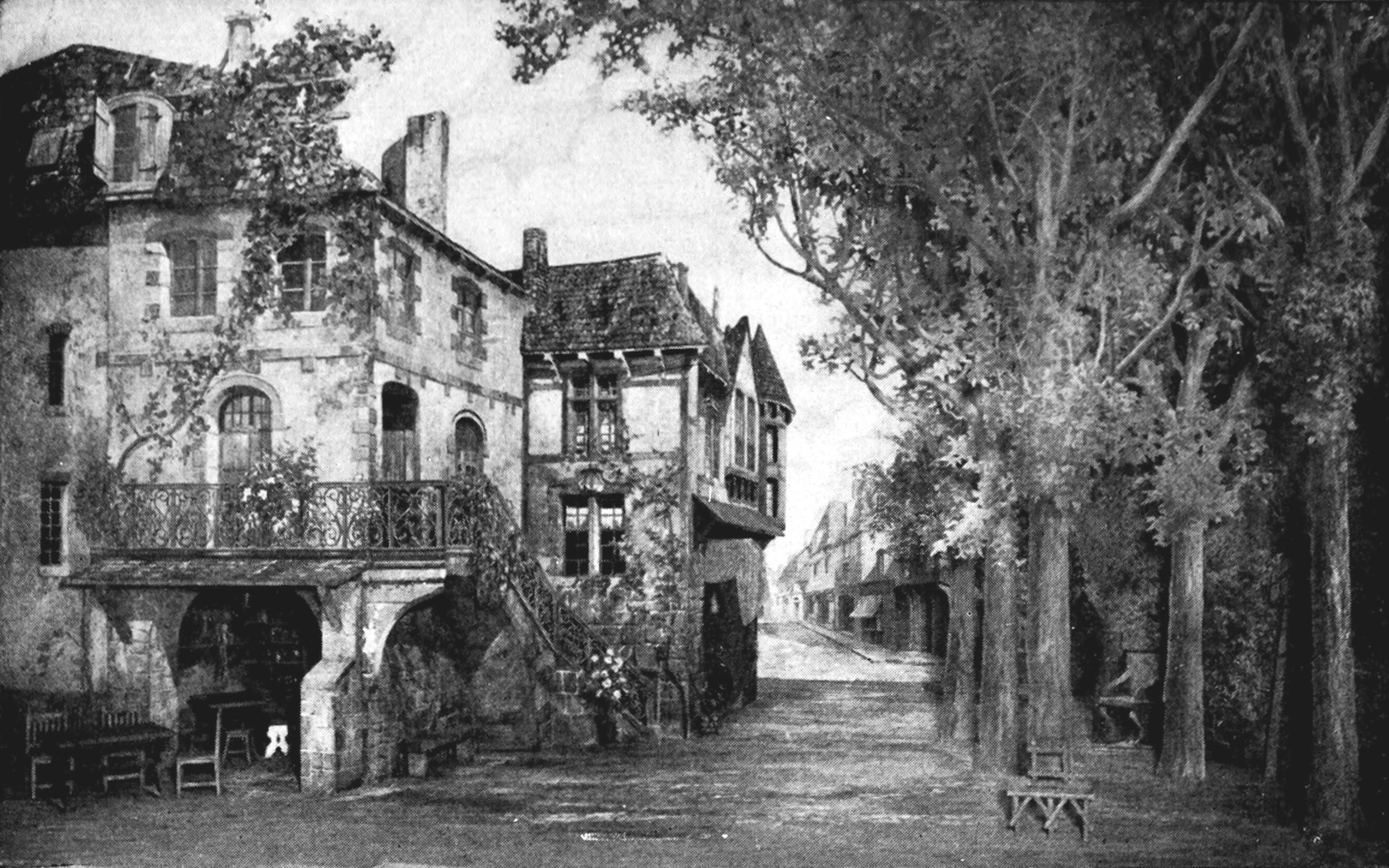
Poštovní stanice v Amiens. Pohled na jeviště v 1. dějství, Metropolitan Opera, New York 1917

Dívka Manon Lescaut čeká na poštovní stanici ve svém rodném městě Amiens na dostavník. Je doprovázena svým bratrem, který se však při nastalé veselici opije. Seznamuje se s mladým rytířem Des Grieux. Chevalier je uchvácen její nevšední krásou a okamžitě se do ní zamiluje (árie rytíře „Donna non vidi mai simile a questa“ – Takovou ženu jsem doposud neviděl). Manon se rozhodne s rytířem uprchnout do Paříže, protože by ji jinak čekal pobyt v klášteře. 

### Druhé dějství
Manon rytíře Des Grieux opustí, když mu dojdou peníze. Žije rozmařilým životem s bohatým nájemcem královských daní Gérontem de Ravoir (jako Géronte je ve francouzském dramatu označován stařec). Když se ale Des Grieux znovu objeví, Manon jeho naléhání neodolá. Jsou přistiženi Gérontem, který přivolává stráž a nechává Manon zatknout pro údajnou krádež šperků, které jí přitom předtím sám daroval.

### Třetí dějství

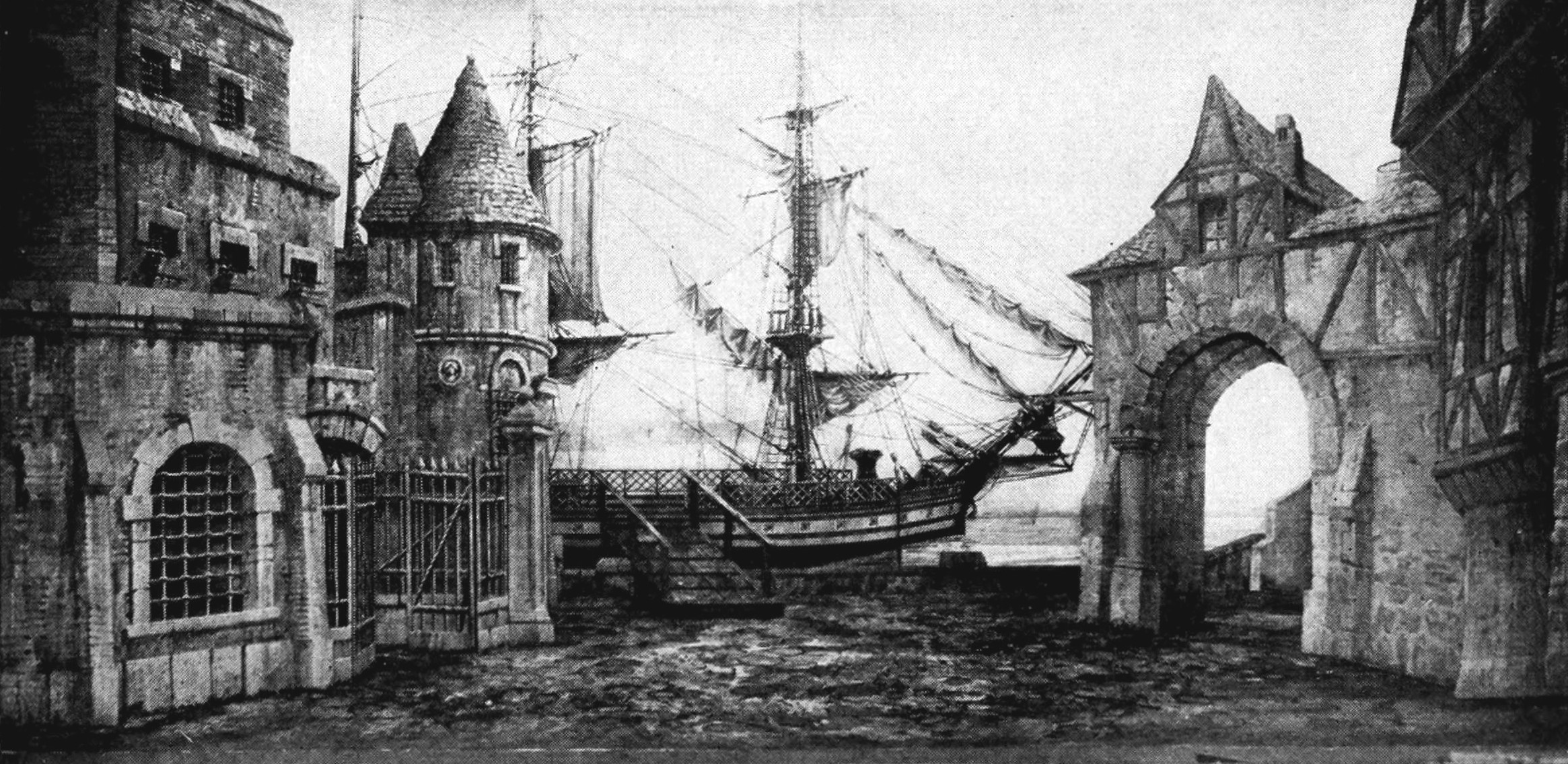
Přístav v Le Havre. Pohled na jeviště ve 3. dějství, Metropolitan Opera, New York 1917

Manon strádá ve vězení. Její bratr a Des Grieux se k ní dostanou a dozvídají se, že má být deportována do Ameriky, pravděpodobně do tehdejší francouzské kolonie Louisiany. Během nalodění odsouzenkyň na loď v přístavním městě Le Havre se Des Grieux marně snaží přesvědčit strážného, aby Manon propustil. Nakonec mu však kapitán lodě dovolí, že může Manon doprovázet do vyhnanství.

### Čtvrté dějství
Po přistání v Americe se milencům podaří uniknout na svobodu. Manon však je zcela vyčerpaná strádáním ve vězení, při plavbě na lodi a na útěku. Téměř již umírá žízní. Des Grieux tajně odchází, aby pro ni našel vodu. Manon se cítí zrazená a opuštěná (árie Manon „Sola, perduta, abbandonata“ – Sama, ztracená, opuštěná). Des Grieux přichází, avšak Manon umírá v jeho náruči.